# Voïvodie de Silésie
Pour les articles homonymes, voir Silésie (homonymie).
La voïvodie de Silésie (en polonais : Województwo śląskie, /vɔjɛˈvut͡stfɔ ˈɕlɔ̃skʲɛ/) est une des seize régions administratives (voïvodies) de la Pologne. Katowice en est le chef-lieu.
La voïvodie fut créée dans son actuel format le 1er janvier 1999 à partir des anciennes voïvodies (issues du découpage de 1975) de Katowice, Częstochowa et Bielsko-Biała, à la suite d'une loi de 1998 réorganisant le découpage administratif du pays, retrouvant ainsi la situation existant de 1950 à 1975. Elle se divise en 36 districts (powiaty) dont 19 villes possédant des droits de district, et 167 communes. Le nom de la voïvodie fait référence à la région géographique et historique de Silésie.
La densité de population et le taux d'urbanisation de la voïvodie sont les plus élevés de Pologne.

## Situation géographique
Située dans le sud de la Pologne, la voïvodie a des frontières avec la Tchéquie et la Slovaquie.
Au centre et au nord-ouest, les altitudes sont assez élevées ainsi qu’au nord-est avec le Jura polonais qui s’étend de Częstochowa à Cracovie. Le sud est bordé par les Beskides.
Des liens historiques unissent l’actuelle voïvodie de Silésie - qui correspond à la région historique de Haute-Silésie seule partie de la Silésie faisant partie du territoire polonais sous la 2e république (entre-deux-guerres) - avec les voïvodies d’Opole et de Basse-Silésie. Jusqu’au XIIIe siècle, ces territoires étaient réunis au sein du duché de Silésie, qui a, par la suite, été divisé en Haute-Silésie et Basse-Silésie.

## Les plus grandes villes
(Population au 31 janvier 2008)
- Katowice (309 621 habitants)
- Częstochowa (240 612 habitants)
- Sosnowiec (221 259 habitants)
- Gliwice (196 669 habitants)
- Zabrze (188 401 habitants)
- Bytom (183 829 habitants)
- Bielsko-Biała (175 677 habitants)
- Ruda Śląska (148 361 habitants)
- Rybnik (142 272 habitants)
- Tychy (132 151 habitants)
- Dąbrowa Górnicza (131 371 habitants)
- Chorzów (115 844 habitants)
- Jaworzno (96 703 habitants)
- Jastrzębie Zdrój (96 475 habitants)
- Mysłowice (75 289 habitants)
- Siemianowice Śląskie (73 536 habitants)
- Żory (63 281 habitants)
- Tarnowskie Góry (61 708 habitants)
- Piekary Śląskie (60 334 habitants
- Racibórz (58 778 habitants)
- Będzin (58 760 habitants)
- Świętochłowice (56 023 habitants)
- Zawiercie (53 640 habitants)

## Économie
La région, riche en gisements de charbon et de fer, a développé la métallurgie et l’industrie lourde. Le taux de chômage est le plus bas de Pologne (6,2 %) et les revenus sont de 20 % plus élevés que la moyenne nationale.
Principaux secteurs d'activité:
- industrie électromécanique
- industrie métallurgique
- industrie minière
- construction
- transport

## Politique
Composition de la diétine (sejmik) de Silésie à la suite des élections de 2024 :
|  |                   | Sièges |
|  | ----------------- | ------ |
|  | Coalition civique | 20     |
|  | Droit et justice  | 18     |
|  | Troisième voie    | 5      |
|  | La Gauche         | 2      |

Composition de la diétine (sejmik) à la suite des élections de 2018 :
|  |                                    | Sièges |
|  | ---------------------------------- | ------ |
|  | Droit et justice                   | 22     |
|  | Coalition civique                  | 20     |
|  | Alliance de la gauche démocratique | 2      |
|  | Parti paysan polonais              | 1      |

## Aires protégées
- parc naturel des nids d'aigles (en) (partagé avec la voïvodie de Petite-Pologne)
- parc naturel des petites Beskides (en) (partagé avec la voïvodie de Petite-Pologne)
- parc naturel de Rudy (en)
- parc naturel des Beskides de Silésie (en)
- parc naturel de Stawki (en)
- parc naturel des forêts de la haute Liswarta (en)
- parc paysager de Załęcze (partagé avec la voïvodie de Łódź).
- parc naturel de Żywiec (en)

## Noms de famille les plus fréquents
- 1. Nowak : 31 838
- 2. Kowalski : 11 811
- 3. Wójcik : 11 440[réf. nécessaire]